# Volkameria
Volkameria là một chi thực vật có hoa trong họ Hoa môi (Lamiaceae).

## Lịch sử phân loại
Volkameria nguyên thủy được nhà thực vật học người Đức Lorenz Heister đặt tên là "Volcameria" trong sách Index plantarum rariorum in năm 1730, sau đó được nhà thực vật học người Thụy Điển Carl Linnaeus chấp nhận năm 1737, và sau đó công bố hợp lệ trong Species Plantarum năm 1753. Heister đặt tên chi theo tên nhà thực vật học người Đức Johann Georg Volckamer Trẻ (1662-1744), là người đã mô tả loại cây này trong sách Flora Noribergensis của ông in năm 1700.
Năm 1895, John Isaac Briquet định nghĩa chi Clerodendrum theo nghĩa rộng, khi đó nó bao gồm toàn bộ các loài mà hiện nay xếp trong các chi Rotheca, Clerodendrum, Volkameria và Ovieda. Điều này bị nhiều tác giả khác cho là đáng ngờ, nhưng trong trên 100 năm sau đó thì định nghĩa của Briquet vẫn thường được tuân theo, chủ yếu là do sự lộn xộn và tính không chắc chắn liên quan tới nhóm gồm ít nhất là 200 loài này.
Năm 2010, phân tích phát sinh chủng loài phân tử chỉ ra rằng phần lớn các loài Clerodendrum mà trước đó từng được xếp trong chi Volkameria là có quan hệ họ hàng gần với Aegiphila, Ovieda, Tetraclea và Amasonia hơn là với các loài Clerodendrum. (Xem cây phát sinh chủng loài tại bài Lamiaceae). Tuân theo các kết quả này, Volkameria được phục hồi. Một số loài trước đó xếp sai chỗ trong Volkameria bị loại ra. Một số loài chưa được hiểu biết nhiều hiện đang giữ trong Clerodendrum rất có thể cuối cùng sẽ được chuyển sang Volkameria.

## Phân bố
Các loài trong chi này là bản địa vùng nhiệt đới và cận nhiệt đới.

## Các loài
Chi Volkameria bao gồm 10 loài:
1. Volkameria acerbiana Vis. - northeastern Africa from Egypt to Tanzania and west to Chad; also Guinea-Bissau + Gambia in West Africa
2. Volkameria aculeata L. - West Indies, northern South America, Honduras, Veracruz State in eastern Mexico
3. Volkameria aggregata(Gürke) Mabb. & Y.W.Yuan - Madagascar
4. Volkameria eriophylla (Gürke) Mabb. & Y.W.Yuan - eastern + southern Africa from Tanzania to Namibia
5. Volkameria glabra (E.Mey.) Mabb. & Y.W.Yuan - western + southern Africa from South Africa to Somalia; Seychelles, Comoros
6. Volkameria heterophylla Poir. - Mauritius, Réunion; naturalized in India, Madagascar, Australia
7. Volkameria inermis L. - China, Indian Subcontinent, Australia, Pacific Islands
8. Volkameria ligustrina Jacq. - Mexico, Central America
9. Volkameria mollis (Kunth) Mabb. & Y.W.Yuan - Panama, Colombia, Ecuador, Peru, Galápagos
10. Volkameria pittieri (Moldenke) Mabb. & Y.W.Yuan - Guatemala, Nicaragua, Costa Rica, Panama, Colombia, Venezuela, Ecuador

## Gallery

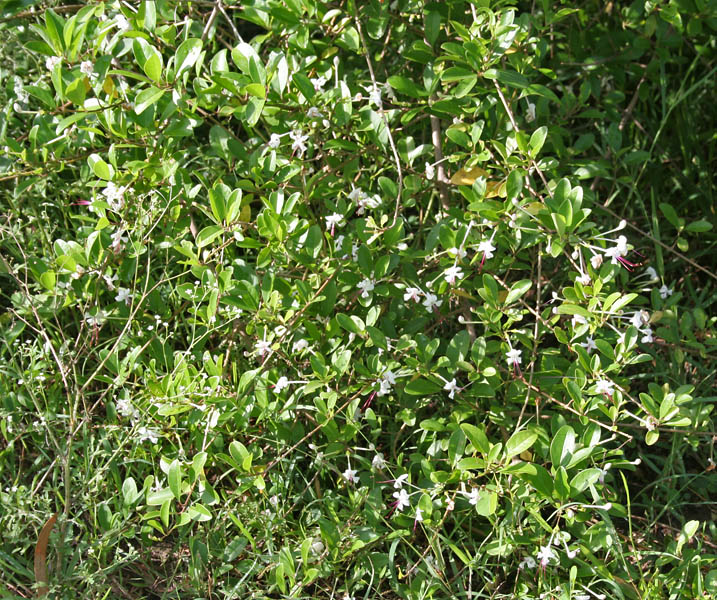
Volkameria inermis  in  Hyderabad, India.
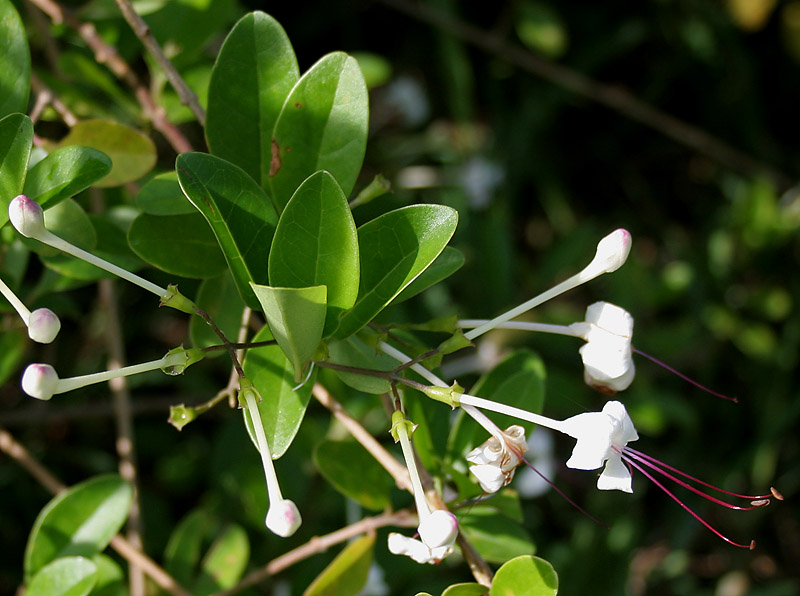
Volkameria inermis  in  Hyderabad, India.
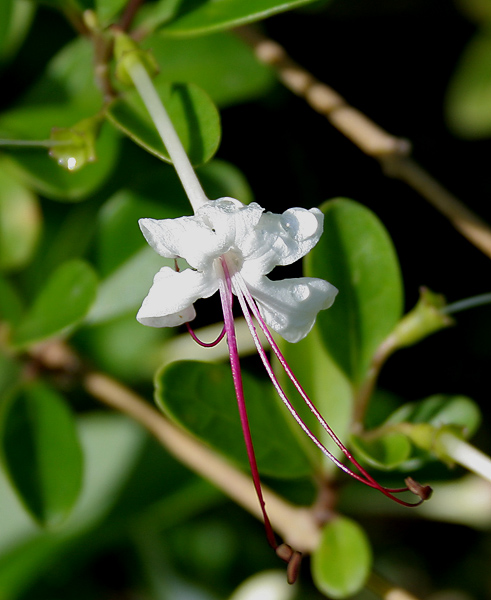
Volkameria inermis  in  Hyderabad, India.